# Servizio ferroviario metropolitano di Catanzaro
Il servizio ferroviario metropolitano di Catanzaro è il collegamento fra il centro del capoluogo calabrese e la sua periferia.
È gestito da Ferrovie della Calabria, che lo definisce come servizio metropolitano di superficie.

## Storia
Il servizio viene svolto sul tracciato urbano della ferrovia Cosenza-Catanzaro Lido, una linea a scartamento ridotto, ex concessa. In particolare, la tratta ferroviaria Catanzaro Città-Catanzaro Lido fu aperta al traffico il 10 luglio del 1933 e fu gestita dalle Ferrovie Calabro Lucane dagli albori fino al 1991, anno in cui ne fu disposta la gestione commissariale. A partire dal primo gennaio 2001, la gestione della linea passò sotto l'egida delle neocostituite Ferrovie della Calabria.
Negli anni duemila si iniziò a parlare di una rimodulazione dell'infrastruttura che, attingendo al tracciato della preesistente ferrovia Cosenza-Catanzaro Lido, permettesse di dotare il capoluogo di regione di un suo sistema ferroviario metropolitano. Il progetto fu inizialmente denominato "Pendolo". In quegli anni il comune di Catanzaro  pubblicizzava, comunque, un servizio ferroviario definendolo "metropolitana", seppure in maniera assolutamente impropria. Tale servizio altro non era che la tratta della ferrovia Cosenza-Catanzaro Lido ricadente nel territorio provinciale, e si componeva, secondo lo stesso ente, di due "tratte": una urbana, dalla stazione di Catanzaro Città fino a quella di Catanzaro Lido, e una extraurbana, da Soveria Mannelli fino a Gagliano (sebbene quest'ultima, come anche la Stazione di Madonna del Pozzo facente parte della tratta extraurbana, ricadesse nel territorio comunale).

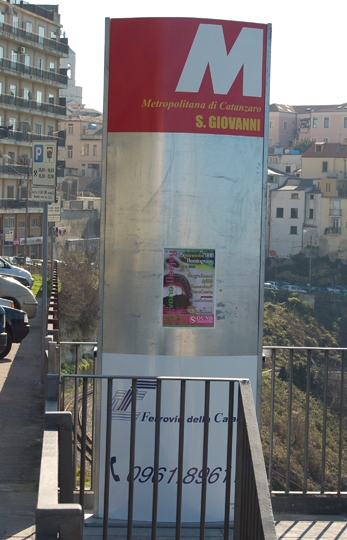
Le paline informative (con il nuovo logo della "metropolitana") installate nei pressi di ogni fermata nella seconda metà degli anni duemila.

I primi incontri fra i progettisti e le istituzioni cittadine risalgono al 2007. Lo scenario prevedeva l'implementazione dell'infrastruttura esistente con un'ulteriore bretella ferroviaria che potesse congiungere il centro cittadino all'area di Germaneto, quartiere che da lì a breve avrebbe ospitato il nuovo campus universitario, la nuova stazione ferroviaria della città e il palazzo della cittadella Regionale, futura sede della Giunta regionale della Calabria. Il costo dell'opera, nelle stime iniziali, si aggirava intorno ai 40 milioni di euro e avrebbe dovuto collegare Germaneto al centro cittadino in 14-16 minuti; inoltre, i treni avrebbero dovuto avere una frequenza di corsa di 5-7 minuti, potendo dunque trasportare circa 700 passeggeri all'ora per senso di marcia e poter servire un bacino d'utenza di 20-30000 fruitori quotidiani della nuova area direzionale della città. L'obiettivo era completare l'opera entro il 2010.
Nel 2008 la Giunta regionale della Calabria deliberò l'erogazione dei primi finanziamenti alle Ferrovie della Calabria, in quanto ente attuatore, e al Comune di Catanzaro per un serie di progetti collaterali di completamento all'infrastruttura principale. L'obiettivo dell'opera era il collegamento fra i quartieri centrali della città e la sua nuova periferia sviluppatasi lungo la valle del Corace, nell'area di Germaneto, destinata a diventare, in futuro, il centro direzionale della città.
Nel mese di luglio del 2013 arriva il beneplacito della Commissione europea, la quale approva la destinazione di fondi facenti parte del FESR alla realizzazione dell'opera, inizialmente denominata "Sistema metropolitano Catanzaro città-Germaneto". L'investimento iniziale era di circa 145 milioni di euro dei quali €108.750.000 sostentati del FESR. Il progetto fu inquadrato nel contesto operativo del POR 2007-2013 della Regione Calabria. Il programma esecutivo fu successivamente diviso in due frangenti: la programmazione dell'opera, finanziata in gran parte da fondi comunitari e in minima parte da fondi statali e regionali, ha avuto luogo nel periodo compreso fra il 2007 e il 2013, per un esborso totale di €2.995.662. Il secondo periodo, a cavallo fra il 2014 e il 2020, avrebbe dovuto essere caratterizzato dalla realizzazione dell'opera e dall'inizio dell'esercizio; l'esborso totale è stato di €130.504.338 a cui si sono aggiunti ulteriori €11.500.000 necessari per l'acquisto del materiale rotabile. Tuttavia, nel corso degli anni, l'iter è stato soggetto a numerosi ritardi.
La progettazione esecutiva dell'opera avvenne nel 2016 e fu soggetta a una serie di variazioni in corso d'opera a causa di altri lavori che mutarono il contesto urbanistico di riferimento, come ad esempio la demolizione dello storico cementificio della Italcementi nel quartiere Sala, ormai dismesso da tempo, che sorgeva nei pressi dell'omonima stazione. Un anno dopo, il 20 gennaio 2017, fu dato il via libera alla costruzione dell'opera dall'allora presidente della Regione Mario Oliverio. Inizialmente, l'investimento ammontava a circa 103 milioni di euro, in larga parte finanziati tramite il POR 2014-2020 della Regione Calabria.
I lavori sono stati caratterizzati da numerosi ritardi, come rilevato dalle numerose attività ispettive di routine dell'ANAC, che hanno fatto si che l'iniziale termine dei lavori, fissato per il 2019, slittasse prima al 2020 e poi a dicembre 2023. Per tre volte il progetto fu sottoposto a tre perizie di variante (2020, 2021 e 2022) e la pandemia di COVID-19 (unitamente ad altri eventi, come una frana lungo il tragitto che ha reso necessario un ulteriore finanziamento di 10 milioni di euro per la messa in sicurezza della zona) causarono un incremento dei costi (passati da 81,6 milioni di euro a circa 116). Un ulteriore intoppo ai lavori fu un primo ritrovamento di reperti archeologici in occasione degli scavi per il cantiere della metro nel 2019, a cui ne seguì un altro nel 2020, nel quartiere Santa Maria, dove venne portata alla luce i resti di una villa magno-greca del IV secolo a.C.
Nell'aprile del 2022 viene interrotto il servizio sulla linea Catanzaro città-Catanzaro Lido per permettere la prosecuzione dell'attività cantieristica già in essere che prevede, fra le altre cose, il rifacimento del sedime ferroviario.
Il 4 dicembre 2022 viene abbattuto il diaframma della galleria (lunga un chilometro) che attraversa le colline del quartiere Germaneto, con imbocco nel quartiere Santa Maria e sbocco all'altezza dell'Università degli Studi Magna Græcia.
Il 30 aprile 2025 è stata effettuata la prima corsa di collaudo tecnico dell'infrastruttura, tramite l'ausilio di un'automotrice FC DE M4c.500, che ha percorso la Linea A nel tratto nuovo, ovvero quello che si estende lungo i quartieri a valle della città, dalle rinnovate stazioni di Sala al capolinea del quartiere marinaro; il collaudo è stato svolto sotto la supervisione dell'Amministratore Unico delle Ferrovie della Calabria (futuro ente gestore dell'infrastruttura) Ernesto Ferraro. Contemporaneamente, è stato valutato lo stato di avanzamento dell'opera, constatando la presenza di circa 350 operai sul cantiere e la posa, già avvenuta, dei binari lungo il tragitto della Linea B.

## Linee
Il servizio comprendeva 1 linea, con partenza dalla stazione di Catanzaro Città, sita in via Milano, nel quartiere San Leonardo, che si dirige verso sud-est fino a Catanzaro Lido e alla omonima stazione, attraversando gran parte della città
A seguito dell'interruzione del servizio su questa tratta, avvenuta nel Aprile 2022, è stato completamente rimosso il tracciato ferroviario compreso fra le stazioni di Catanzaro Sala e Catanzaro Lido, in modo da permettere la costruzione di 2 binari denominati Linea A & Linea B e di nuove stazioni. Inoltre dalla stazione di stazione di Dulcino, partirà la terza linea denominata Linea C, la quale consista in un binario unico il quale mediante un viadotto lungo circa 380 mt, collegato a sua volta ad una galleria lunga circa 1 Km, arriva nell'Università degli Studi "Magna Græcia situata nel quartiere Germaneto, dove proseguirà il tracciato ferroviario fino alla stazione Ferroviaria di Catanzaro.

## Il servizio
Al 2022, prima della chiusura della tratta per permettere i lavori di costruzione della metropolitana di superficie, erano previste due corse all'ora non cadenzate per direzione e sull'altra una corsa all'ora, ugualmente non cadenzate, per direzione. Le stazioni raggiunte erano 11, che servivano 12 quartieri del capoluogo.

## Il materiale rotabile
Sulla tratta, in ordine cronologico, sono state attive le seguenti automotrici:
- M2 serie 200 della Breda, dotata di un motore diesel a carrelli e sviluppata elaborando la M2 serie 120;
- Fiat M4, anch'essa dotata di un motore diesel a carrelli e sviluppata elaborando la ALn 663 FS.

Attualmente, il parco rotabili è composto da una sola automotrice:
- DE M4c.500 della Stadler, convoglio bloccato a due casse in servizio dal 12 dicembre 2009. L'automotrice è stata realizzata appositamente per le Ferrovie della Calabria.

## Progetti
È in corso la costruzione di una diramazione dalla stazione di Dulcino alla stazione FS di Germaneto.
Nel 2022 è stata sospeso il servizio tra Catanzaro Città e Catanzaro Lido, al fine di consentire lavori complessivi di rinnovo dell'infrastruttura, al termine dei quali il servizio dovrebbe comprendere tre linee e divenire noto come "metropolitana di superficie", di nuove stazioni fra cui quella di S.Maria che è stata realizzata sotto terra.